# Thomas Sankara
Thomas Isidore Noël Sankara (21. prosince 1949 Yako – 15. října 1987 Ouagadougou) byl burkinafaský voják, marxista a panafrikanistický revolucionář, který byl mezi lety 1983–1987 prezidentem Burkiny Faso. K moci se dostal díky převratu v roce 1983, po čtyřech letech ve funkci se ale stal obětí atentátu.
Sankara bývá někdy nazýván africkým Che Guevarou. Mimo jiné se zasadil o změnu jména své země, když dal postkoloniální název Horní Volta nahradit jménem vycházejícím z africké tradice, Burkina Faso, „země spravedlivých lidí“. Až do své smrti se snažil svou zemi a burkinský národ osvobodit od koloniálního dědictví a orientovat ji marxistickým směrem.

## Život

### Mládí
Thomas Sankara se narodil 21. prosince 1949. Otec pocházel z etnika Mossi, jeho matka z etnika Fulba. Otec bojoval ve francouzské armádě a byl zajat nacisty. Thomas Sankara byl vychováván jako katolík, ale díky významné populaci muslimů v Horní Voltě byl obeznámen i s koránem.
V 19 letech se rozhodl pro vojenskou kariéru a byl odeslán na důstojnický výcvik na Madagaskar. Stal se očitým svědkem povstání proti prezidentu Philibertovi Tsiranany v roce 1972 a důvěrně se seznámil s myšlenkami Marxe a Lenina, které značně ovlivnily jeho polické názory.
V roce 1974 bojoval v Agacheru v pohraničním konfliktu s Mali, byl oceněn pro svůj hrdinský výkon, ale pozdější mezistátní dohodou byl zklamán a považoval ji za potupu.
Vrátil se do hlavního města a začal se živit jako kytarista ve skupině “Tout-à-Coup Jazz” a stal se docela populárním.

### Politická kariéra
V roce 1976 získal pozici velitele výcvikového centra ve městě Pô, kde začal organizovat tajnou marxistickou buňku ROC (Regroupement des officiers communistes, Skupina komunistických důstojníků).
Na podzim 1981 byl jmenován ministrem pro informace ve vojenské vládě plukovníka Saye Zerba. 21. dubna 1982 na svou funkci rezignoval se slovy „běda tomu, kdo utlačuje lid!“ (“Malheur à ceux qui bâillonnent le peuple!”)
V roce 1982 proběhl další puč a prezidentem se stal Jean-Baptiste Ouédraogo, který ze Sankary udělal premiéra. 17. května 1983 ho však nechal zavřít a s ním i jeho marxistické kolegy, což vyvolalo lidové povstání.
Proběhl další puč vedený Blaisem Compaoré. Po jeho úspěchu byl Sankarovi nabídnut prezidentský post a ten ho přijal. Nastaly čtyři roky jeho vlády, které z něho udělaly legendu.
V roce 1987 Blaise Compaoré, podporovaný vládou USA a Francie, nechal Sankaru zavraždit.

## Sankarův režim
Režim byl směsí marxismu a panafrikanismu. Sankara se otevřeně hlásil k inspiraci Che Guevarou a Fidelem Castrem. Uniforma burkinské mládežnické organizace, obdoby českého Pionýra, obsahovala cheguevarovský baret.
Razantně omezil platy úředníků a významně se zasadil o ženská práva, mimo jiné postavil mimo zákon ženskou obřízku, polygamii, nucené manželství a do svého kabinetu pozval několik ženských pracovnic.
Odmítal mezinárodní finanční a humanitární pomoc, propagoval národní soběstačnost v potravinách, zdvojnásobil produkci obilí, poručil, aby každé sídlo si postavilo školu, zasadil se o rozvoj nemocnic a železnic. Zrušil některé výsady kmenových vůdců, jako byla nucená práce nebo braní si poplatků od lidí pod nimi.
Na stranu druhou vyvolal zbytečnou válku o Agacher, zestátnil a centralizoval průmyslovou výrobu, čímž si znepřátelil francouzské finanční kruhy a vyvolal tím dlouhodobou výrobní stagnaci. Nechal taky zřídit Komisi na obranu revoluce, která prováděla čistky mezi obyvatelstvem.

## Vyznamenání
- Řád José Martího – Kuba, 1984[1][2]